# حركة الاستقلال الصقلية (إيطاليا)
حركة الاستقلال الصقلية (بالإنجليزية: Movement for the Independence of Sicily)‏ هو حزب سياسي إيطالي، أسس في 22 أبريل 2004، يقع مقره في سانت فينيرينا، وقد تم تأسيسه بواسطة Andrea Finocchiaro Aprile ‏.

## أعضاء بارزون
- كود سباركل
- تحديث القائمة